# Challenger de Shanghái 2014
El Challenger de Shanghái 2014 fue un torneo de tenis profesional jugado en canchas de pistas duras. Se disputó la 4.ª edición del torneo que formó parte del circuito ATP Challenger Tour 2014. Se llevó a cabo en Shanghái, China entre el 1 y el 7 de septiembre de 2014.

## Jugadores participantes del cuadro de individuales

### Cabezas de serie
| País                                  | Jugador          | Rank1 | Favorito |
| ------------------------------------- | ---------------- | ----- | -------- |
| Bandera de Japón                      | Go Soeda         | 106   | 1        |
| Bandera de la India                   | Somdev Devvarman | 143   | 2        |
| Bandera de la India                   | Yuki Bhambri     | 151   | 3        |
| Bandera de Australia                  | James Duckworth  | 154   | 4        |
| Bandera de Italia                     | Luca Vanni       | 170   | 5        |
| Bandera de la República Popular China | Zhang Ze         | 182   | 6        |
| Bandera de la República Popular China | Wu Di            | 210   | 7        |
| Bandera de Italia                     | Thomas Fabbiano  | 224   | 8        |

- 1 Se ha tomado en cuenta el ranking del 25 de agosto de 2014.

### Otros participantes
Los siguientes jugadores recibieron una invitación (wild card), por lo tanto ingresan directamente al cuadro principal (WC):
- Bai Yan
- Chuhan Wang
- Wei Qiang Zheng
- Su Hao Zhong

Los siguientes jugadores ingresan al cuadro principal tras disputar el cuadro clasificatorio (Q):
- Yuichi Ito
- Sanam Singh
- Kento Takeuchi
- Li Zhe

Los siguientes jugadores ingresan al cuadro principal usando el ranking protegido (PR):
- John Millman
- Jose Rubin Statham

## Campeones

### Individual Masculino
- Yoshihito Nishioka derrotó en la final a  Somdev Devvarman 6–4, 6–75, 7–63

### Dobles Masculino
- Yuki Bhambri /  Divij Sharan derrotaron en la final a  Somdev Devvarman /  Sanam Singh 7–62, 6–74, [10–8]